# Daniel Höglund
Curt Daniel Gebel Höglund, född 2 maj 1978 i Säve församling, Göteborgs och Bohus län, är en svensk före detta politiker och tidigare partiledare för det numera nedlagda nynazistiska Svenskarnas parti fram till 2013. Han har själv i flera intervjuer hävdat att varken han eller partiet var nazistiskt utan har menat att det var något som påståtts av politiska motståndare för att svartmåla honom och partiet.

## Biografi
Daniel Höglund gick med i Nationalsocialistisk front 1996, då Anders Högström var ledare för partiet. Höglund ingick från 2001 i dess riksledning tillsammans med Anders Ärleskog, till dess att partiet upplöstes 2008. År 2008 var Höglund med och bildade Svenskarnas parti och år 2010 valdes han in som ledamot i Grästorps kommunfullmäktige sedan partiet fått 2,7 procent av rösterna i valet. Vid sitt andra kommunfullmäktigemöte fick Höglund igenom ett förslag som innebar att Grästorps kommun i sina upphandlingar skall välja svenska företag framför utländska när olika tjänster köps in. Hans ståndpunkt var att Grästorp skulle bli helt invandrarfritt och att DNA-tester skulle kunna avgöra vilka som kan bli svenskar.  Höglund miste några dagar senare sin plats i fullmäktige efter att Skatteverket bedömt att han egentligen inte bodde i kommunen och beslutade att folkbokföra honom i Vargön i grannkommunen Vänersborg där resten av hans familj bodde.